# Tubthumping
Tubthumping è un singolo del gruppo musicale britannico Chumbawamba, pubblicato l'11 agosto 1997 come primo estratto dall'ottavo album in studio Tubthumper.

## Descrizione
Tubthumping venne scritta basandosi sui consigli riportati nel saggio The Manual dei Timelords, meglio conosciuti come The KLF, che spiega come ottenere un numero uno da classifica senza soldi ed esperienza professionale.
Il brano contiene due b-side: le canzoni Football Song e Farewell to the Crown (interpretata insieme a The Olyster band), anche queste scritte dal gruppo.
Il gruppo ha eseguito il brano anche in altre lingue, per esempio in francese quando si sono esibiti in Québec.

### Tema
Il tema della canzone, scritto dal gruppo e prodotto da loro insieme a Neil Ferguson, è la resilienza delle persone comuni, la loro capacità di reagire e riprendersi dopo traumi o gravi difficoltà.
Nel Regno Unito la parola "tubthumper" è un modo per indicare un uomo politico.

## Successo commerciale
Ha raggiunto la seconda posizione della classifica britannica nel 1997 e la sesta di quella statunitense e la vetta della classifica in Australia, Canada, Irlanda e Italia, oltre ad avere avuto un'immensa popolarità in tutto il mondo.
Tubthumping ha raggiunto invece la posizione dodici fra le canzoni più fastidiose in un sondaggio promosso fra i lettori della rivista Rolling Stone.

## Tracce
CD-maxi (EMI 7243 8 84263 2 9 / EAN 0724388426329)
1. Tubthumping – 3:33
2. Farewell to the Crown (feat. The Olyster band) – 2:57 (Chumbawamba)
3. Football Song – 2:26 (Chumbawamba)
4. Tubthumping (Butthumping Mix) – 5:23
5. Tubthumping (Danny Boy Mix) – 5:36

## Classifiche
| Classifica (1997) | Posizione raggiunta |
| ----------------- | ------------------- |
| Australia         | 1                   |
| Nuova Zelanda     | 1                   |
| Irlanda           | 1                   |
| Italia            | 1                   |
| Norvegia          | 2                   |
| Svezia            | 6                   |
| Belgio (Fiandre)  | 9                   |
| Germania          | 11                  |
| Svizzera          | 14                  |
| Austria           | 14                  |
| Paesi Bassi       | 16                  |
| Regno Unito       | 19                  |
| Belgio (Vallonia) | 30                  |
| Francia           | 38                  |

## Cover
Alcune cover della canzone sono state realizzate in seguito al successo della stessa; "Weird Al" Yankovic ne ha fatto una cover-parodia, mentre una cover a tutti gli effetti è stata realizzata da Alvin and the Chipmunks.
Ne esiste anche una cover in lingua piemontese realizzata dal gruppo folk-rock demenziale Farinei d'la brigna dal titolo Tubthumping (At sii 'n gadan) inclusa nell'album Sempri Farinei del 2000.